# カステルペトローゾ
カステルペトローゾ（イタリア語: Castelpetroso）は、イタリア共和国モリーゼ州イゼルニア県にある、人口約1,600人の基礎自治体（コムーネ）。
19世紀の末、当地の農婦の前に聖母の出現があったという（カステルペトローゾの聖母）。当地には聖域と聖堂 (it:Basilica santuario di Maria Santissima Addolorata) が設けられており、巡礼地となっている。

## 地理

### 位置・広がり
イゼルニア県南部のコムーネである。

#### 隣接コムーネ
隣接するコムーネは以下の通り。
- カルピノーネ
- カステルピッツート
- ペットラネッロ・デル・モリーゼ
- サンタ・マリーア・デル・モリーゼ

## 行政

### 分離集落
カステルペトローゾには、以下の分離集落（フラツィオーネ）がある。
- Camere, Casale, Guasto, Indiprete, Pastena